# Protestantische Kirche (Romanswiller)

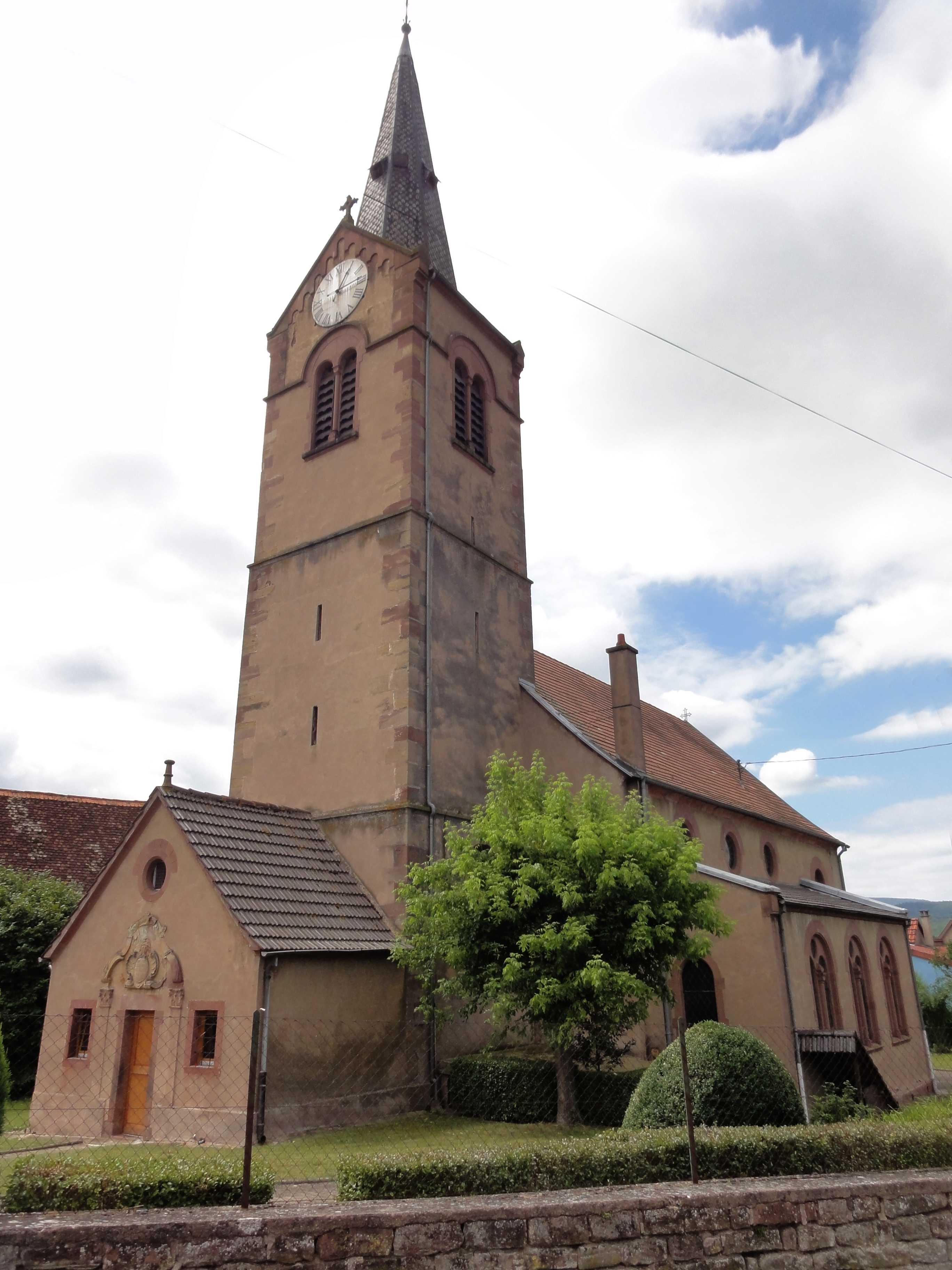
Blick zu Sakristei und mittelalterlichem Chorturm

Die Protestantische Kirche (französisch Église protestante) ist ein Kirchengebäude der lutherischen Protestantischen Kirche Augsburgischen Bekenntnisses von Elsass und Lothringen in Romanswiller (Département Bas-Rhin) in Frankreich. Die Kirche ist eingetragen im Verzeichnis des kulturellen Erbes in Frankreich.

## Geschichte
Die heutige Protestantische Kirche geht auf eine mittelalterliche romanische Chorturmkirche zurück, von der sich im heutigen Glockenturm die Untergeschosse aus dem 12. Jahrhundert erhalten haben. An der Stelle des alten Kirchenschiffes befindet sich heute östlich des Turms eine Sakristei. 1526 wurde an der Kirche die Reformation eingeführt. Ab 1690 nutzten Lutheraner und Katholiken auf Anordnung der französischen Regierung das Gotteshaus gemeinsam in Form eines Simultaneums. Das Simultaneum endete 1899 mit der Errichtung einer eigenen römisch-katholischen Kirche mit St-Oswald in Romanswiller. Die Protestantische Kirche selber wurde im Jahr 1900 nach Westen an den alten Turm in neuromanischen Formen angebaut. Dabei wurde die traditionelle Ostung der Kirche beibehalten und das Eingangsportal in der Westwand errichtet. Beim Betreten der Kirche geht der Blick Richtung Osten mit der Kanzel und dem alten Chorraum im Turmuntergeschoss.